# Trần Quang Minh
Trần Quang Minh là Trung tướng Công an nhân dân Việt Nam. Ông từng giữ chức vụ Phó Bí thư Đảng ủy, Phó Tổng cục trưởng Tổng cục Hậu cần, Bộ Công an (Việt Nam).

## Tiểu sử
Ngày 10 tháng 12 năm 2007, Trần Quang Minh được Thủ tướng Việt Nam Nguyễn Tấn Dũng thăng quân hàm từ Thiếu tướng lên Trung tướng Công an nhân dân Việt Nam. Lúc này ông đang là Phó Bí thư Đảng ủy, Phó Tổng cục trưởng Tổng cục Hậu cần, Bộ Công an (Việt Nam) (Quyết định số 1668/QĐ-TTG).

## Phong tặng

### Lịch sử thụ phong quân hàm
- Thiếu tướng Công an nhân dân Việt Nam
- Trung tướng Công an nhân dân Việt Nam

## Kỉ luật
Tháng 10 năm 2010, Trần Quang Minh bị Ủy ban Kiểm tra Trung ương Đảng Cộng sản Việt Nam khóa 10 kỉ luật cảnh cáo về Đảng vì " đã thiếu trách nhiệm tham mưu giúp tổng cục trưởng trong lĩnh vực công tác được phân công; để đơn vị thực hiện không đúng các quy định của Nhà nước và Bộ Công an trong việc tổ chức mua sắm hàng hóa trong thời gian dài, gây thất thoát ngân sách Nhà nước, ảnh hưởng đến uy tín tập thể, cá nhân."